# AFP Modelo
AFP Modelo es una administradora de fondos de pensiones de Chile, controlada por la Sociedad de Inversiones Atlántico con un 96% de la propiedad. Es la primera AFP creada a partir de resultados de la licitación de cartera, en la que la menor comisión es la que otorgó la cartera. La mayoría de sus clientes son jóvenes que comenzaron a trabajar después del 31 de julio de 2010, y mujeres que se afilian al sistema para cobrar el bono por hijo.
En 2023 custodiaba un capital de 12.177 millones de dólares.

## Historia
Para aumentar la competitividad del mercado, la Superintendencia de Pensiones creó un proceso de licitación, en que la AFP que presentara los menores costos para los afiliados se adjudicaría la cartera de nuevos afiliados al sistema por dos años. [cita requerida]
En febrero del año 2010, se realizó la primera licitación, siendo AFP Modelo la que ofreció la menor comisión con 1,14% de la remuneración imponible para los afiliados dependientes, independientes y voluntarios. De esta forma, a AFP Modelo ingresaron todos los nuevos afiliados al sistema entre los meses de agosto de 2010 y julio de 2012, debiendo permanecer en esta AFP por 2 años desde su fecha de incorporación.
En febrero de 2012, AFP Modelo se adjudicó la segunda licitación, esta vez para el período agosto de 2012 y julio de 2014 cobrando una comisión del 0,77% de la remuneración imponible, prácticamente la mitad que la comisión promedio del sistema.
En marzo de 2021, AFP Modelo, se adjudica nuevamente la licitación al ofertar una comisión de un 0,58% sobre renta imponible, por el periodo que inicia el 1 de octubre de 2021 y concluye 30 de septiembre de 2023.
A abril de 2024 cuenta de 2.256.061 afiliados, convirtiéndola en la segunda en participación de mercado por Afiliados.

## Directorio y administración[7]
- Presidente: Ricardo Edwards Vial
- Vicepresidente: Juan Enrique Coeymans Avaria
- Director: Gonzalo Velasco Navarro
- Director: Felipe Matta Navarro
- Director: Eduardo Vidal Pérez
- Gerente General: Andrés Flisfisch Camhi